# Genac
Genac is een plaats in het Franse departement Charente (regio Nouvelle-Aquitaine) en telt 686 inwoners (1999). De plaats maakt deel uit van het arrondissement Cognac. Per 1 januari 2016 is Genac gefuseerd met Bignac tot de gemeente Genac-Bignac. 

## Geografie
De oppervlakte van Genac bedraagt 26,2 km², de bevolkingsdichtheid is 26,2 inwoners per km².
De onderstaande kaart toont de ligging van Genac met de belangrijkste infrastructuur en aangrenzende gemeenten.

## Demografie
Onderstaande figuur toont het verloop van het inwonertal (bron: INSEE-tellingen).